# Karin Giersch
Karin Giersch (* 6. November 1939 in Frankfurt am Main; geborene Karin Lutz) ist eine deutsche Mäzenin.

## Werdegang
Karin Lutz kam als zweite Tochter einer alteingesessenen Metzgersfamilie aus dem Frankfurter Bahnhofsviertel zur Welt. In der familieneigenen Metzgerei an der Münchener Straße machte sie mit Auszeichnung ihren Abschluss zur Fleischerfachverkäuferin. Dort lernte sie den Groß- und Außenhandelskaufmannslehrling Carlo Giersch kennen, den sie im August 1963 heiratete.
Gemeinsam mit ihrem Mann baute sie das Elektronikunternehmen Spoerle Electronic zum größten Distributor von Elektronikbauteilen in Zentraleuropa aus. Mit dem Eintritt in den Ruhestand und dem Verkauf des Unternehmens entfaltete das kinderlose Ehepaar eine umfangreiche Stiftertätigkeit zur Förderung von Wissenschaft und Kunst.
Im März 1990 wurde die Carlo und Karin Giersch-Stiftung an der TU Darmstadt gegründet, im November 1994 die Stiftung Giersch, die unter anderem als Träger für das Museum Giersch fungiert.

## Ehrungen
- 2007: Ehrensenatorin der Universität Frankfurt am Main
- 2009: Deutscher Stifterpreis des Bundesverbandes Deutscher Stiftungen
- 2010: Verdienstkreuz 1. Klasse der Bundesrepublik Deutschland
- 2017: Hessischer Verdienstorden

| Personendaten    | Personendaten                      |
| ---------------- | ---------------------------------- |
| NAME             | Giersch, Karin                     |
| ALTERNATIVNAMEN  | Lutz, Karin (Geburtsname)          |
| KURZBESCHREIBUNG | deutsche Unternehmerin und Mäzenin |
| GEBURTSDATUM     | 6. November 1939                   |
| GEBURTSORT       | Frankfurt am Main                  |